# Josep Pinós i Comes
Josep Pinós i Comes (* 15. Januar 1867 in Barcelona; † 24. Dezember 1916 ebenda) war ein katalanischer modernistischer Maler, der der Malereischule von Olot künstlerisch nahestand.

## Leben und Werk
Josep Pinós studierte an der Escuela de Bellas Artes de Barcelona. Er verbrachte nahezu sein ganzes Leben in Barcelona und wirkte als Maler vor allen Dingen im Umkreis von Familie und Freunden. Aus diesem Grund ist er nur in Fachkreisen bekannt. Er war wirtschaftlich nicht darauf angewiesen, seine Bilder zu verkaufen und verschenkte diese vorwiegend in seinem engeren, persönlichen Umfeld. Er stellte seine Werke jedoch in Gruppenausstellungen z. B. in der Barceloneser Sala Parés oder auch in Olot aus.
Seine Arbeiten wurden damals in bedeutenden Kulturmagazinen wie La Ilustración artística, Hispania und Pel i ploma, dem Magazin von Ramon Casas, eingehend  besprochen. Josep Pinós signierte seine Bilder mit seinen beiden Nachnamen, um nicht mit seinem Malerkollegen Joan Pinós i Pallà verwechselt zu werden. Die Motive, die er malte, waren Porträts und Landschaften – insbesondere aus der Region um Olot, wo er ein Haus besaß. Hier kam er künstlerisch auch mit Vertretern der Schule von Olot in Kontakt. Er schuf auch zahlreiche Studien von Haustieren auf seinem Grundstück im Barceloneser Stadtteil Horta.
Die Tatsache, dass Josep Pinós nicht als allseits bekannter Künstler hervortrat, ändert nichts am großen künstlerischen Wert seiner sich durch eine hohe Sensibilität auszeichnenden Werke. Josep Pinós starb am 24. Dezember 1916 im Alter von 49 Jahren in Barcelona.